# Bryobrittonia
Bryobrittonia, monotipski rod pravih mahovina iz porodice Encalyptaceae. Jedina vrsta je B. longipes, iz Sjeverne Amerike, Europe i Azije. Pronađena je na otvorenom, vapnenačkom tlu diljem sjevernih dijelova flornog područja, Bryobrittonia vrlo nalikuje Encalypti po svojim preferencijama staništa i obliku rasta. Bryobrittonia se može odvojiti od Encalypta, jedinog drugog roda u porodici, po ispupčenim distalnim laminalnim stanicama i nazubljenim distalnim rubovima lista.
Ime roda dolazi po grčkom bryon, mahovina, i američke botaničarke Elizabeth G. Knight Britton, 1858-1934.

## Sinonimi
- Encalypta longipes Mitt., bazionim
- Bryobrittonia pellucida R.S.Williams
- Trachycystis pellucida (R.S.Williams) Holz. & Frye